# Алексеев, Виктор Петрович
Виктор Петрович Алексеев (род. 2 августа 1956 года, Красноярск) — советский и российский спортсмен, заслуженный мастер спорта СССР по вольной борьбе.

## Биография
Окончил юридический факультет Красноярского государственного университета в 1987 году. С 1979 по 2005 годы — служба в органах МВД.
С 1988 года совмещал службу с тренерской работой, работал старшим тренером сборных команд СССР и России по вольной борьбе. С 2008 года — главный тренер сборной команды Красноярского края, Академии борьбы им. Д. Г. Миндиашвили.
Подготовил олимпийского чемпиона в Сиднее Адама Сайтиева. В 2002 году присвоено звание полковника милиции.
Его брат Валерий тоже является тренером, Заслуженный тренер России (2000).

## Спортивные достижения
- Двукратный чемпион мира (1983, 1985)
- серебряный (1977), бронзовый (1981) призёр чемпионата мира
- Обладатель Кубка мира (1980, 1982, 1983, 1985, 1986)
- Обладатель Суперкубка мира (1985)
- чемпион Европы (1976—1977)
- Победитель Всемирной универсиады (1981)
- Победитель Спартакиады народов СССР (1983) и РСФСР (1975, 1979, 1983)
- чемпион РСФСР (1978, 1981)
- Чемпионат СССР по вольной борьбе 1979 года — ;
- Чемпионат СССР по вольной борьбе 1981 года — ;
- Чемпионат СССР по вольной борьбе 1983 года — ;
- Чемпионат СССР по вольной борьбе 1985 года — ;

## Звания и награды
- «Заслуженный мастер спорта СССР» (1977)
- Заслуженный тренер России (1993)
- Почётный гражданин Красноярска
- орден «Дружбы»
- медаль «За трудовую доблесть» (1984)
- медаль «Десять лет безупречной службы»
- медаль «Пятнадцать лет безупречной службы»
- медаль «Двадцать лет безупречной службы»
- юбилейная медаль «Двести лет МВД России»
- именное оружие от МВД России (2001)